# Клікітат
Клікітат — американський народ, який проживає у штаті Вашингтон на північному сході США.

## Етноніми та епоніми
Етнонім «клікітат», швидше за все, походить від чинукського слова, що означає «поза», «за межами» (Скелястих гір). Самоназва племені — Qwû'lh-hwai-pûm, означає «люди прерій».
Від назви племені походять епоніми декількох географічних об'єктів у США: округ Клікітат у штаті Вашингтон, місто Клікітат в тому ж штаті, річка Клікітат, притока річки Колумбія.

## Історія
Споконвіку клікітат жили на північ від річки Колумбія у верхів'ях річок Коуліц, Льюїс, Білий Лосось і Клікітат, на території сучасних округів Клікітат і Скамейнія. У 1805 році плем'я виявила експедиція Льюїса і Кларка. Чисельність клікітат оцінили у 700 осіб. Плем'я займалося рибалкою та торгівлею лососем та ягодами з сусідніми племенами.
Між 1820 і 1830 роками епідемія невідомої гарячки охопила племена долини річки Вілламет. Клікітат скористалися зниженням населення в цьому регіоні, перетнули річку Колумбія та окупували територію, зайняту племенем ампква. Однак невдовзі вони повернулися на свою батьківщину.
На початку 1850-х років плем'я клікітат захопило землі на території сучасного округу Джексон (штат Орегон). Тоді на цій території жили племена модок, шаста, такелма, латгава та ампва.
У 1855 році відбулась Клікітатська війна зі США. Індіанці капітулювали і підписали мирний договір 9 червня 1955 року. За ним землі клікітат перейшли у власність США, а індіанців переселили в індіанську резервацію Якама, яка зараз належить до спільноти Гранд Ронд.